# Spanisches Verfassungsgericht

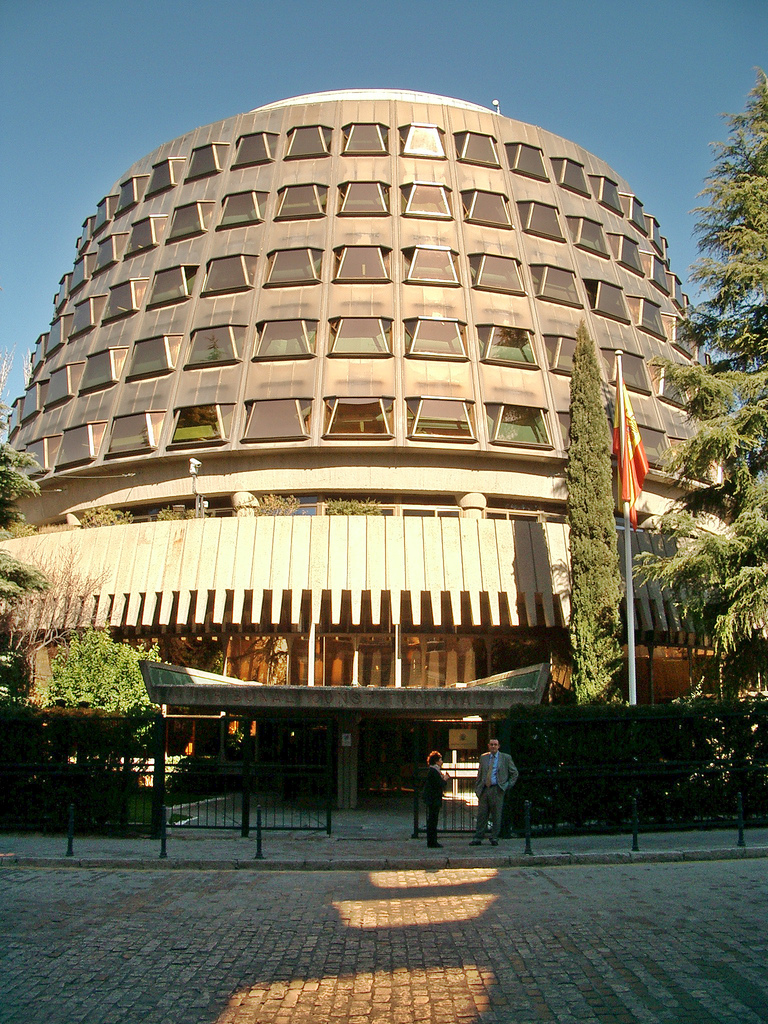
Spanisches Verfassungsgericht in Madrid.

Das spanische Verfassungsgericht (spanisch Tribunal Constitucional) steht außerhalb der Hierarchie der spanischen Fachgerichte und entscheidet spezifisch über die Frage der Vereinbarkeit von Akten der öffentlichen Gewalt mit den Vorgaben der spanischen Verfassung. Mit diesem Auftrag geht die ausschließlich dem Verfassungsgericht zustehende Kompetenz einher, Gesetze im formellen Sinn als verfassungswidrig zu verwerfen und für nichtig zu erklären. Die Entscheidungen des Verfassungsgerichts haben Gesetzeskraft und werden im spanischen Gesetzesblatt, dem Boletín Oficial del Estado (BOE), veröffentlicht.
Die einer Entscheidung durch das Verfassungsgericht zugänglichen Rechtsfragen sind in dem Zuständigkeitskatalog des Organgesetzes (Ley Orgánica 2/1979, de 3 de octubre, del Tribunal Constitucional; abgekürzt: LOTC), das zugleich den rechtlichen Rahmen für die Organisation und Tätigkeit des Verfassungsgerichts setzt, aufgeführt (siehe hierzu IV.). Zuletzt wurde das spanische Verfassungsgerichtsgesetz mit Organgesetz vom 24. Mai 2007 geändert (Ley Orgánica 6/2007). Seinen Sitz hat das spanische Verfassungsgericht in Madrid.

## Allgemeines
Der spanische Oberste Gerichtshof (Tribunal Supremo) steht an der Spitze der spanischen Fachgerichtsbarkeit und entscheidet letztinstanzlich in allen Verfahren. Die Entscheidungen des Obersten Gerichtshofes können nur durch das spanische Verfassungsgericht im Rahmen einer der gesetzlich bestimmten Verfahrensarten aufgrund der Verletzung spezifischen Verfassungsrechts für unwirksam erklärt werden. Die Unterschiede zwischen Verfassungsgericht und Oberstem Gerichtshof sind damit nicht hierarchischer, sondern kompetenzrechtlicher Natur.
Mit der Änderung des Verfassungsgerichtsgesetzes vom 24. Mai 2007 ist das Verfassungsgericht angesichts der mitunter umstrittenen Kompetenzverteilung insbesondere im Verhältnis zum Obersten Gerichtshof insoweit gestärkt worden, als ausschließlich das Verfassungsgericht über seine Gerichtsbarkeit im Rahmen des Zuständigkeitskataloges befindet und die vom Verfassungsgericht einmal angenommene Zuständigkeit durch kein anderes Gericht beansprucht werden kann.
Zur Vermeidung von Konflikten infolge der Zuständigkeit des Obersten Gerichtshofes für zivilrechtliche Haftungsfragen im Zusammenhang mit Amtshandlungen der Richter des Verfassungsgerichts sollte letzteren durch eine Gesetzesinitiative aus dem Jahr 2005 Immunität gewährt werden. Hintergrund war die Verurteilung von Richtern des Verfassungsgerichts zu Schadensersatzzahlungen durch den Obersten Gerichtshof. Die Initiative wurde jedoch nicht umgesetzt; lediglich einzelne, schon 2005 vorgeschlagene Neuregelungen sind nunmehr mit dem oben genannten Änderungsgesetz vom 24. Mai 2007 in Kraft getreten.

## Zusammensetzung

### Wahlverfahren und Amtszeit
Das spanische Verfassungsgericht besteht aus zwölf Mitgliedern, den Magistrados. Diese werden per Dekret (Real Decreto) vom spanischen König ernannt. Die Ernennung von jeweils vier Richtern erfolgt auf Vorschlag der beiden Kammern der Cortes Generales (Kongress und Senat). Jeweils zwei weitere Richter werden durch die Regierung und dem „Generalrat der rechtsprechenden Gewalt“ (Consejo General del Poder Judicial) vorgeschlagen. Bei der Abstimmung in den Cortes Generales muss sich eine qualifizierte Mehrheit von drei Fünfteln der Mitglieder der jeweiligen Kammer für einen Kandidaten aussprechen.
Die Ernennung der Richter  erfolgt für einen Zeitraum von neun Jahren. Alle drei Jahre wird ein Drittel der Richter nach Ablauf ihrer Amtszeit durch neue Richter ersetzt. Persönliche Voraussetzung für die Berufung zum Verfassungsgericht ist neben der spanischen Staatsangehörigkeit die durch mehr als 15 Jahre Berufserfahrung belegte und allgemein anerkannte Kompetenz des zur Wahl stehenden Juristen. Dieser kann beispielsweise als Staatsanwalt, Richter, Universitätsprofessor, Beamter im öffentlichen Dienst oder als Rechtsanwalt tätig sein.
Die dem Verfassungsgericht angehörenden Richter sind unabhängig und unabsetzbar. Während ihrer Amtszeit ist es ihnen untersagt, politische Ämter, Mandate oder leitende Funktionen in einer Partei oder Gewerkschaft zu übernehmen sowie eine andere berufliche Tätigkeit auszuüben.
In der öffentlichen Wahrnehmung werden die Mitglieder des Verfassungsgerichts entweder dem progressiven (d. h. PSOE-nahen) oder dem konservativen (PP-nahen) Lager zugeordnet. Da für die Besetzung der vom Kongress bzw. dem Senat zu besetzenden Richterstellen eine 3/5-Mehrheit notwendig ist, ergibt sich insoweit de facto die Notwendigkeit einer Einigung zwischen den beiden großen Parteien (PSOE und PP).
In den Jahren 2007 bis 2012 kam es zu einer Blockade bei der Neubesetzung der Richterposten, da sich die beiden großen Parteien nicht verständigen konnten. Für die eigentlich Ende 2007 vom Senat zu besetzenden vier Richterposten kam es erst Ende 2010 zu einer Einigung, also mit einer Verspätung von drei Jahren. Die eigentlich Ende 2010 zur Neubesetzung durch den Kongress anstehenden vier Richterposten wurden aufgrund derselben Probleme erst Mitte 2012 neu besetzt, also mit einer Verspätung von eineinhalb Jahren. In der Zwischenzeit blieben die bisherigen Richter weiter im Amt.
Durch diese Blockade bei der eigentlich längst fälligen Neubesetzung geriet das Gericht in eine tiefe institutionelle Krise, die auch die öffentliche Akzeptanz seiner Entscheidungen berührte. So wurde etwa in der Kritik am Urteil des Gerichts vom 28. Juni 2010 zum Autonomiestatut von Katalonien häufig angeführt, dass dieses von einem Verfassungsgericht in nicht regulärer Besetzung gefällt worden sei.
Zur letzten Neubesetzung kam es im Juni 2013, diesmal ohne Verspätung. Dieses Mal betraf es die zwei von der Regierung und die zwei vom Consejo General del Poder Judicial zu besetzenden Richterstellen. Seitdem besteht eine 7:5-Mehrheit des konservativen Lagers:
| Name                                  | Funktion        | „Lager“     | vorgeschlagen von                  | reguläres Ende der Amtszeit |
| ------------------------------------- | --------------- | ----------- | ---------------------------------- | --------------------------- |
| Ricardo Enríquez Sancho               |                 | konservativ | Senat                              | Dezember 2016               |
| Adela Asúa Batarrita                  | Vizepräsidentin | progressiv  | Senat                              | Dezember 2016               |
| Luis Ignacio Ortega Álvarez           |                 | progressiv  | Senat                              | Dezember 2016               |
| Francisco Pérez de los Cobos Orihuel  |                 | konservativ | Senat                              | Dezember 2016               |
| Juan José González Rivas              | Präsident       | konservativ | Kongress                           | Juli 2021                   |
| Andrés Ollero Tassara                 |                 | konservativ | Kongress                           | November 2019               |
| Encarnación Roca Trías                |                 | progressiv  | Kongress                           | November 2019               |
| Fernando Valdés Dal-Ré                |                 | progressiv  | Kongress                           | November 2019               |
| Juan Antonio Xiol Ríos                |                 | progressiv  | Consejo General del Poder Judicial | Juni 2022                   |
| Santiago Martínez-Vares García        |                 | konservativ | Consejo General del Poder Judicial | Juni 2022                   |
| Antonio Narváez Rodríguez             |                 | konservativ | Regierung                          | Juni 2022                   |
| Pedro José González-Trevijano Sánchez |                 | konservativ | Regierung                          | Juni 2022                   |

## Organisation
Der Sitz des Verfassungsgerichts ist Madrid. Die zwölf Richter des Gerichts bilden das so genannte Plenum (pleno), welches sich in zwei Senaten (salas) zu jeweils sechs Richtern teilt. In weiteren Untergliederungen, den so genannten Abteilungen (secciones), entscheiden jeweils drei Richter über die Zulässigkeit und damit die Annahme von Anträgen zur Entscheidung durch das Verfassungsgericht. Mit Ausnahme der Verfassungsbeschwerden, die ausschließlich der Senat behandelt, entscheidet das Verfassungsgericht stets in der Besetzung des Plenums.
Das Plenum wählt in geheimer Wahl aus seinen Reihen einen Präsidenten, der daraufhin dem König zur Ernennung vorgeschlagen wird. Die Amtszeit des Präsidenten beträgt drei Jahre. Nach diesem Verfahren vollzieht sich auch die Ernennung des Vizepräsidenten. Präsident und Vizepräsident übernehmen jeweils den Vorsitz des ersten und zweiten Senats des Verfassungsgerichts.
Die bisherige Übung, nach der sich die Amtszeit des Präsidenten bis zum Ablauf seiner Angehörigkeit zum Verfassungsgericht als Richter verlängerte, wurde mit dem oben genannten Änderungsgesetz vom 24. Mai 2007 nunmehr gesetzlich festgeschrieben.

## Zuständigkeit
Folgende Verfahrensarten bzw. Rechtsfragen sind dem Verfassungsgericht zur Entscheidung zugewiesen:

### Abstrakte und konkrete Normenkontrolle
Prüfungsgegenstand können dabei sowohl Gesetze im formellen als auch im materiellen Sinn (so z. B. decretos-leyes und decretos legislativos) sein, während Rechtssetzungsakte der Exekutive (z. B. reglamentos) der Prüfungs- und Verwerfungskompetenz der Fachgerichte unterliegen. Stellt das Gericht die Verfassungswidrigkeit und damit die Nichtigkeit einer Norm fest, so erstreckt sich die Nichtigkeitsfolge lediglich auf die betreffende Vorschrift, wenn das Gesetz im Übrigen einer Anwendung zugänglich bleibt. Der Normenkontrolle unterliegen als Organgesetze auch die Statuten der autonomen Regionen Spaniens.

### Verfassungsbeschwerde (Recurso de amparo)
Prüfungsgegenstand ist ein Akt der öffentlichen Gewalt, durch den ein Grundrechtsträger behauptet, in seinen verfassungsmäßig garantierten Rechten verletzt zu sein. Voraussetzung für die Anrufung des Verfassungsgerichts ist die Erschöpfung des Rechtswegs. Angesichts der hohen Zahl von (zumeist unzulässigen) Verfassungsbeschwerden sind mit der Änderung des Verfassungsgerichtsgesetzes vom 24. Mai 2007 die Anforderungen an die Darlegung und Begründung einer Verfassungsbeschwerde erhöht worden. Auch die Grundsätze der Rechtswegerschöpfung und der Subsidiarität der Verfassungsbeschwerde sind deutlicher als in der bisher geltenden Fassung des Verfassungsgerichtsgesetzes hervorgehoben.

### Kompetenzstreitigkeiten zwischen Staat und autonomen Regionen
Besteht zwischen dem spanischen Staat (Estado) und den autonomen Regionen (Comunidades Autónomas) oder aber zwischen letzteren ein Streit über die der jeweiligen Gebietskörperschaft zugewiesenen Kompetenzen und deren Ausübung, so können der Staat oder die betroffenen Regionen das Verfassungsgericht anrufen.

### Organstreitverfahren
Das Verfassungsgericht entscheidet über Streitigkeiten zwischen Verfassungsorganen hinsichtlich der sie betreffenden Rechte. Sieht ein Verfassungsorgan sich in seinen verfassungsmäßig vorgesehenen Rechten durch einen Akt eines anderen Organs verletzt oder hierin einen unzulässigen Eingriff in die dem Organ zugewiesenen Kompetenzen, so kann es die Klärung der Frage durch das Verfassungsgericht beantragen.

### Kommunalverfassungsbeschwerde
In diesem Verfahren können die Kommunen Eingriffe in die ihnen zugewiesenen Rechte, namentlich auf dem Gebiet der Selbstverwaltung, durch den Staat oder die autonomen Regionen abwehren.

### Internationale Verträge
Vor dem Inkrafttreten und damit der Erlangung von Gesetzesrang können internationale Verträge bei Zweifeln hinsichtlich ihrer Vereinbarkeit mit spanischen Verfassungsrecht dem Verfassungsgericht zur Prüfung vorgelegt werden.

### Ernennung der Mitglieder
Das Verfassungsgericht entscheidet über die Rechtmäßigkeit der Ernennung der dem Gericht angehörenden Richter.
Weitere Entscheidungskompetenzen sind bzw. können dem Verfassungsgericht durch Organgesetze (Leyes Orgánicas) zugewiesen werden. Der Ausspruch eines Parteiverbots ist im Gegensatz zur deutschen Zuständigkeitsregelung dem spanischen Obersten Gerichtshof vorbehalten.

## Zitierweise der Entscheidungen
Urteile werden mit STC (Sentencia del Tribunal Constitucional) abgekürzt, Beschlüsse mit ATC (Auto del Tribunal Constitucional). Es folgt die laufende Nummer der jeweiligen Entscheidung in dem Kalenderjahr. Mit „STC 103/2008“ z. B. ist also das 103. Urteil aus dem Jahr 2008 gemeint. Die Urteile gliedern sich in eine Sachverhaltsdarstellung (antecedentes) und die Entscheidungsgründe (fundamentos jurídicos, abgekürzt FJ), auf die abschließend der Tenor (fallo) folgt. Mit der Angabe „STC 103/2008, FJ 4“ z. B. wird auf Punkt 4 der Entscheidungsgründe des Urteils 103/2008 Bezug genommen.
Die Entscheidungen sind sämtlich auf der Internetseite des Gerichts abrufbar.